# Поморник антарктичний
Помо́рник антарктичний (Stercorarius maccormicki) — великий морський птах родини поморникових. Також відомий як помо́рник Макко́рміка. Таку назву птаху було надано на честь першовідкривача цього виду — дослідника та морського хірурга Роберта Маккорміка.

## Опис
Великий птах міцної статури, але менший за інших поморників, яких деколи відносять до роду Catharacta. Самиці трохи більші за самців. Довжина тіла становить 50-55 см, розмах крил 127—140 см, вага 900—1600 г. Дзьоб завдовжки 42-47 мм, прямий, з маленьким гачком на кінці. Крила загостреної форми, завдовжки 340—430 см. Лапи трипалі, перетинчасті, з гострими сильними кігтями. За забарвленням вирізняють три морфи: темну, світлу та проміжну. Дорослі особини темної морфи коричнево-сірі, зверху з молочним або солом'яно-коричневим забарвленням голови та штанців. Завдяки цьому контрасту між головою та тілом їх досить легко відрізнити від інших поморників. Ідентифікувати молодих птахів, а також особин світлої і проміжної морфи важче: для цього використовують більш суб'єктивні та малопомітні ознаки, як от плюмаж холоднішого коричневого відтінку або блакитну основу дзьобу.

### Ідентифікація
Відрізнити поморника антарктичного від поморників північної півкулі (короткохвостого, середнього, довгохвостого) та мартинів Larus dominicanus досить легко. Він має великий розмір, масивну грудну клітку та білі плями на крилах біля основи махового пір'я, які легко побачити здалеку. Політ прямий, в звичайних умовах — доволі повільний, під час полювання або небезпеки — стрімкий, з сильними помахами крил. У той же час відрізнити його від родичів — поморника великого з Північної Атлантики або інших великих поморників південної півкулі, складніше. Це спричинило те, що лише декілька свідчень про спостереження поморника антарктичного та поморника великого за межами їх ареалів були прийняті як надійні.

## Поширення

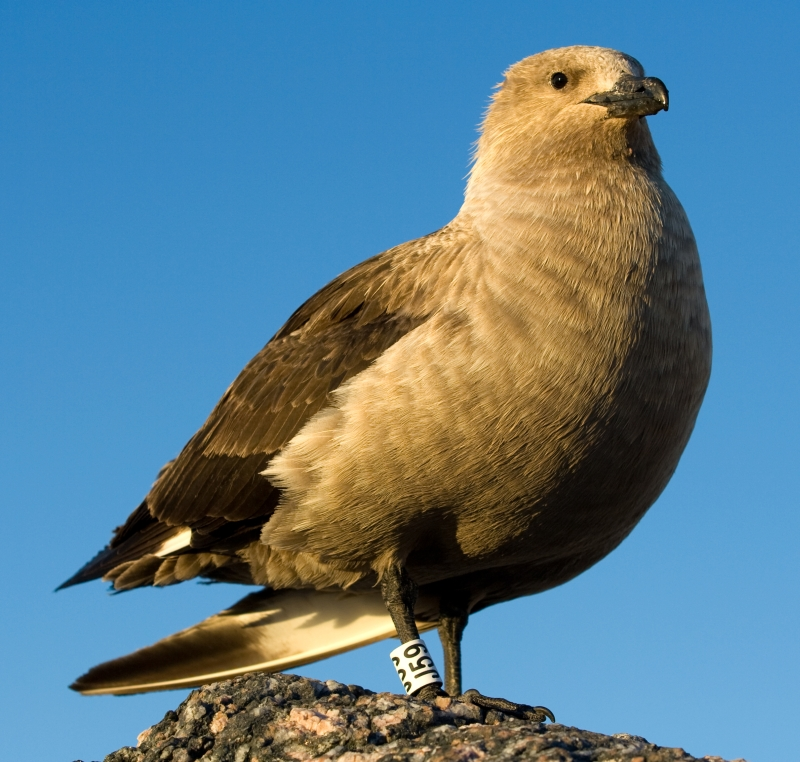
Птах світлої морфи

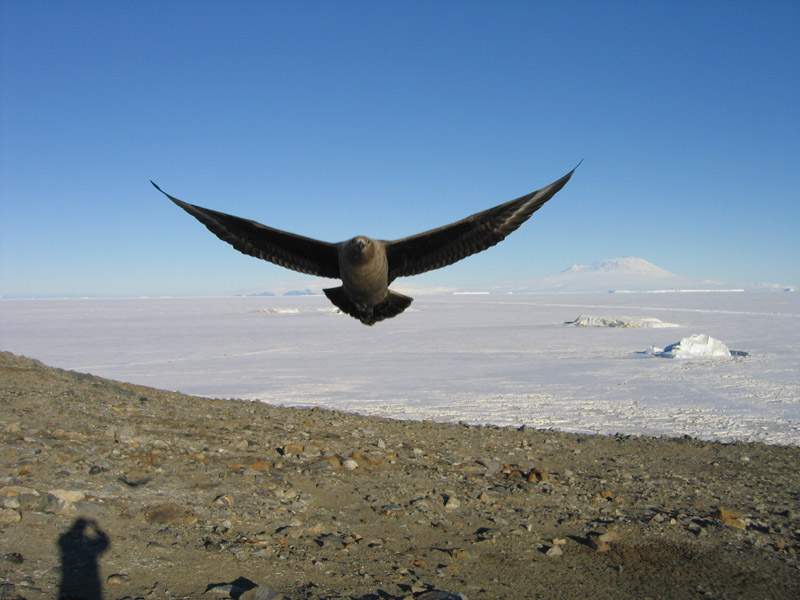
У польоті

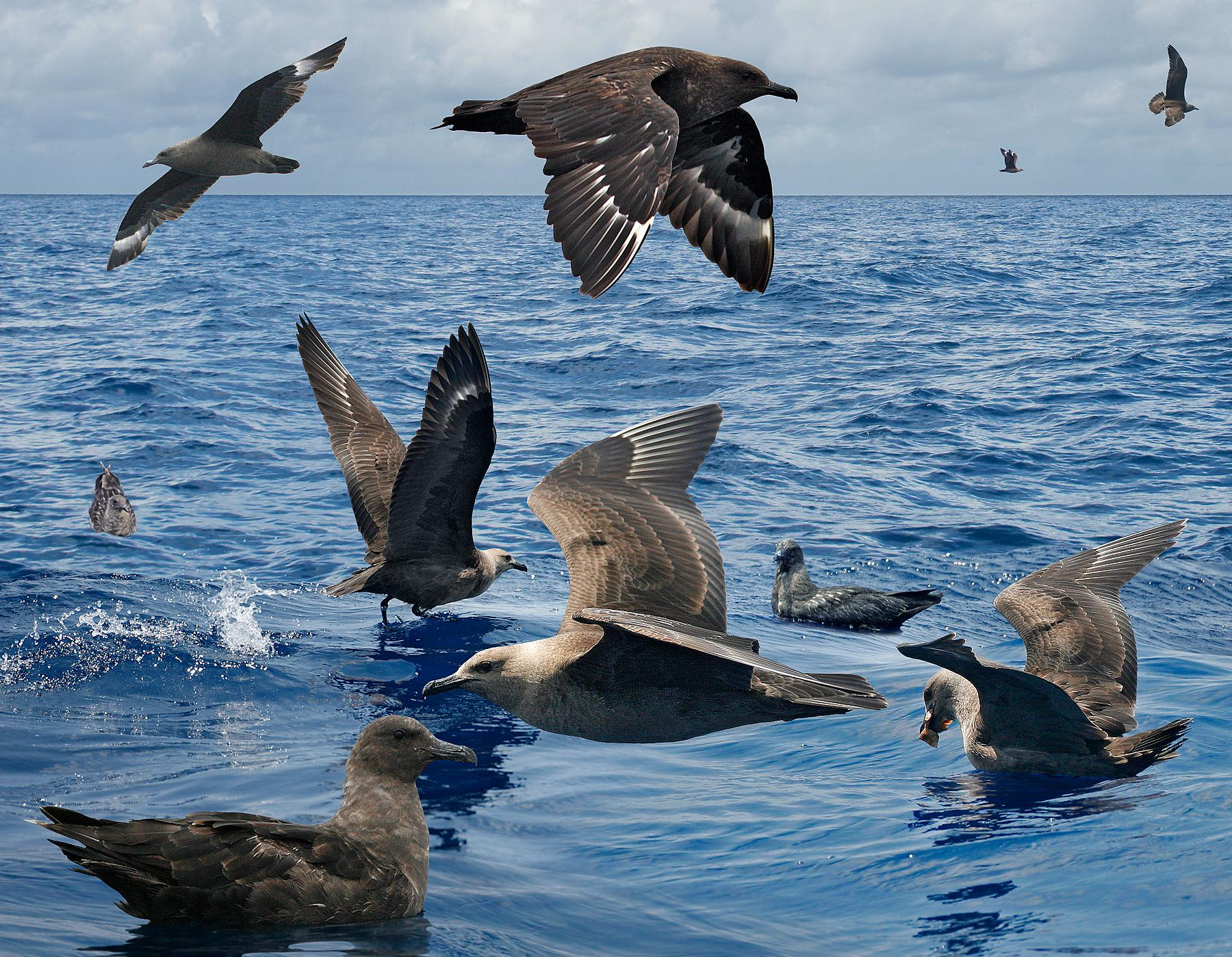
Зграя на полюванні

Гніздовий ареал простягається вздовж усього узбережжя Антарктиди смугою завширшки 200 км. Він також включає прилеглі до цього материка острови, зокрема Південні Оркнейські та Південні Шетландські. З жовтня по березень-травень птахи не покидають меж південних антарктичних морів. Влітку дорослі птахи мігрують на північ, але не виходять за межі льодових полів, окремі особини спостерігалися в глибині Антарктики біля Південного полюса. Молоді особини мігрують значно дальше на північ і досягають узбережжя Аляски, Гренландії, Японських островів.

## Біологія
Поморник антарктичний харчується переважно рибою та ракоподібними, нерідко крадучи цю здобич у мартинів, крячків, олуш, бакланів. Клептопаразитизм спостерігається цілий рік і не пов'язаний з труднощами добування корму. При нагоді птахи залюбки ласують падлом, плацентами тюленів та молюсками, яких знаходять на березі. Під час гніздування пінгвінів і буревісників поморники переходять на живлення яйцями і пташенятами цих видів. На дорослих птахів зазвичай не нападають, за винятком дрібних буревісників Вільсона. Біля антарктичних станцій поморники охоче підбирають рештки їжі, інколи відчуваючи себе настільки безстрашно, що беруть корм прямо з рук.
Поморник антарктичний — факультативно колоніальний птах. Гніздитися він може як колоніями, так і поодинокими парами. Зазвичай пари цього виду постійні і зберігаються протягом всього життя за винятком тих випадків, коли один з членів пари гине. У цьому разі птах, що залишився, може привабити нового партнера. До місць гніздування птахи прилітають в жовтні-листопаді, облаштування гнізд починається наприкінці листопада-початку грудня. Гнізда являють собою невеличке заглиблення в моху або ґрунті, відстань між ними становить в середньому 2,5 м. У кладці 1-2 яйця. У випадку їх загибелі можливе повторне гніздування. Інкубація триває 28-31 добу.
Пташеня викупляються не одночасно. Перші дві доби вони сидять у гнізді, а потім пересуваються неподалік від нього. Годують малечу обидва батьки. В цей період дорослі птахи робляться дуже агресивними, в разі наближення до гнізда людини або тварини вони летять, поцілюючи крилом у голову нападника. Ворожість відносно один одного притаманна і пташенятам, особливо це помітно у разі нестачі корму. Молоді птахи вкриваються пір'ям в лютому — на початку березня, а наприкінці березня молоді особини починають літати.
Статевої зрілості антарктичні поморники досягають у 5-6 років. Тривалість життя становить 20 років.

## Вороги
У межах гніздового ареалу дорослі антарктичні поморники не мають природних ворогів. Втім зафіксовані випадки загибелі пташенят від нападу антарктичних поморників і пінгвінів, що випадково влучають дзьобом у голову малечі, захищаючи власних пташенят. Більш загрозливими факторами є несприятливі погодні умови. Кладки і пташенята можуть бути затоплені талими водами або засипані снігом, що випав раптово. Тривалі шторми утруднюють пошук корму, внаслідок чого дорослим птахам загрожує загибель від голоду.

## Систематика
Вид монотиповий, в його межах не описано жодного підвиду. Деякі дослідники розглядають антарктичного поморника як підвид поморника великого. Інколи ці два види об'єднують в окремий рід Catharacta.